# Weerstandlassen
Weerstandlassen is een elektrisch lasprocedé waarbij de twee te verbinden voorwerpen tegen elkaar aan worden gedrukt. Men laat een grote elektrische stroom door de twee voorwerpen lopen. Doordat de weerstand het hoogst is op het contactvlak, ontstaat daar een grote temperatuursverhoging waardoor het metaal in het contactvlak in een deegachtige toestand verandert of smelt. Er is geen beschermgas nodig, omdat er nagenoeg geen ruimte tussen de te lassen delen is waar zich zuurstof of andere voor de las nadelige stoffen kunnen bevinden.
De lasspanning bij dit proces is slechts enkele volt maar de stroomsterkte kan oplopen tot 100.000 ampère.
De toegevoegde warmte wordt als volgt berekend:
{\displaystyle Q\ =\ I^{2}Rt}
Hierin is:
Q de toegevoegde warmte in joule (J)
I de stroomsterkte in ampère (A)
R de elektrische weerstand van de delen tussen de elektroden in ohm (Ω)
t de lastijd in seconde (s).
Uit bovenstaande formule is af te leiden dat de stroomsterkte de belangrijkste factor is bij het weerstandlassen, omdat die kwadratisch meetelt. Andere belangrijke parameters zijn lastijd, de elektrodedruk en de elektrodegeometrie. Het vlak op de elektroden waartussen het materiaal wordt ingeklemd moet een zekere oppervlakte hebben. Hierdoor wordt o.a. de lasdiameter bepaald.

## Varianten
Er zijn verschillende varianten op dit principe:
- puntlassen
- rolnaadlassen
- projectielassen
- weerstandstuiklassen (drukstuiklassen)
- afbrandstuiklassen

## Geschiedenis
Weerstandslassen werd pas mogelijk toen er elektriciteit kon worden opgewekt. In 1766 werd een poging van de natuurkundige Johan Carl Wilcke beschreven, waarin hij erin slaagde door een ontlading van een condensator twee vuursteenbollen aan elkaar te smelten, en in 1782 slaagde Georg Christoph Lichtenberg erin om met "kunstmatige elektriciteit" een veer van een klok aan een lemmet van een mes vast te lassen.
In 1857 toonde James Prescott Joule aan dat weerstandslassen een mogelijke methode was om metalen te verbinden. De doorslaggevende experimenten die leidden tot de uitvinding van het weerstandlassen deed Elihu Thomson in 1877. In 1887/88 ontwikkelde Nikolaj Benardos een methode van weerstandlassen met behulp van elektroden van koolstof. In 1897 ontwikkelde Kleinsmith het puntlassen met koperen elektroden, waarmee het weerstandlassen echt doorbrak in de industrie.